# Чемпионат Азии по стрельбе из лука 2003
13-й чемпионат Азии по стрельбе из лука прошёл в ноябре 2003 года в Янгоне (Мьянма).

## Общий медальный зачёт
| Место | Страна           | Золото | Серебро | Бронза | Всего |
| ----- | ---------------- | ------ | ------- | ------ | ----- |
| 1     | Республика Корея | 5      | 2       | 2      | 9     |
| 2     | Китай            | 1      | 1       | 1      | 3     |
| 3     | Китайский Тайбэй | 1      | 0       | 3      | 4     |
| 4     | Малайзия         | 0      | 2       | 0      | 2     |
| 5     | Гонконг          | 0      | 1       | 0      | 1     |
| 5     | Индия            | 0      | 1       | 0      | 1     |
| 7     | Япония           | 0      | 0       | 1      | 1     |
| Всего | Всего            | 7      | 7       | 7      | 21    |

## Медалисты

### Гнутый лук
| Вид                          | Золото           | Серебро    | Бронза           |
| ---------------------------- | ---------------- | ---------- | ---------------- |
| Мужчины Личное первенство    | Ли Дон Ук        | Пак Кён Мо | Хироси Ямамото   |
| Мужчины Командное первенство | Республика Корея | Индия      | Китай            |
| Женщины Личное первенство    | Линь Сан         | Ан Сэ Джин | Ли Сон Джин      |
| Женщины Командное первенство | Республика Корея | Китай      | Китайский Тайбэй |

### Блочный лук
| Вид                          | Золото           | Серебро    | Бронза           |
| ---------------------------- | ---------------- | ---------- | ---------------- |
| Мужчины Личное первенство    | Ван Цзихао       | Нг По Хун  | Чо Ён Джун       |
| Мужчины Командное первенство | Республика Корея | Малайзия   | Китайский Тайбэй |
| Женщины Личное первенство    | Чхве Ми Ён       | Яп Чоу Кан | Чэнь Лиюй        |